# هال بی. والیس
هال بی. والیس (انگلیسی: Hal B. Wallis؛ زاده ۱۴ سپتامبر ۱۸۹۸ درگذشته ۵ اکتبر ۱۹۸۶) ، یک تهیه‌کننده اهل ایالات متحده آمریکا بود. وی بین سال‌های ۱۹۳۱ تا ۱۹۸۳ میلادی فعالیت می‌کرد. 
از آثار او می‌توان به شجاعت واقعی و پرواز شناسایی اشاره نمود.